# Andrea Giovanni Lascaris
Andrea Giovanni Lascaris, o Janos Lascaris (Costantinopoli, 1445 – Roma, 7 dicembre 1534), è stato un umanista e scrittore bizantino.

## Biografia
Giano Lascaris era discendente di una famiglia nobile della Bitinia, i Lascaridi, che aveva dato i natali a tre imperatori di Nicea durante il XIII secolo. È ormai dimostrato che fu soltanto omonimo - e non fratello - di Costantino Lascaris.
Lascaris frequentò dapprima l'Accademia Romana di Pomponio Leto, e si dedicò in seguito all'attività docente: fra i suoi allievi vanno annoverati l'umanista Piero Valeriano e il giurista Andrea Alciato.
Lorenzo il Magnifico incaricò il Lascaris di intercedere presso il sultano ottomano Bayezid II perché gli permettesse di acquisire manoscritti per la propria biblioteca. A tale scopo Lascaris intraprese, tra il 1491 e il 1492, una serie di viaggi di ricerca in Grecia e in tutto il vicino Oriente; egli visitò tra l'altro Corfù, Arta, Salonicco, Creta e il Peloponneso.
A Monte Athos e a Costantinopoli Lascaris poté acquistare molti codici, fra i quali l'unico manoscritto dei Commentari di Proclo alla Repubblica di Platone.
Nel 1495, in concomitanza con l'entrata di Carlo VIII in Italia, Lascaris andò in Francia, dove visse molti anni della propria esistenza e dove divenne uno dei promotori del rinascimento e dell'umanesimo francese. 

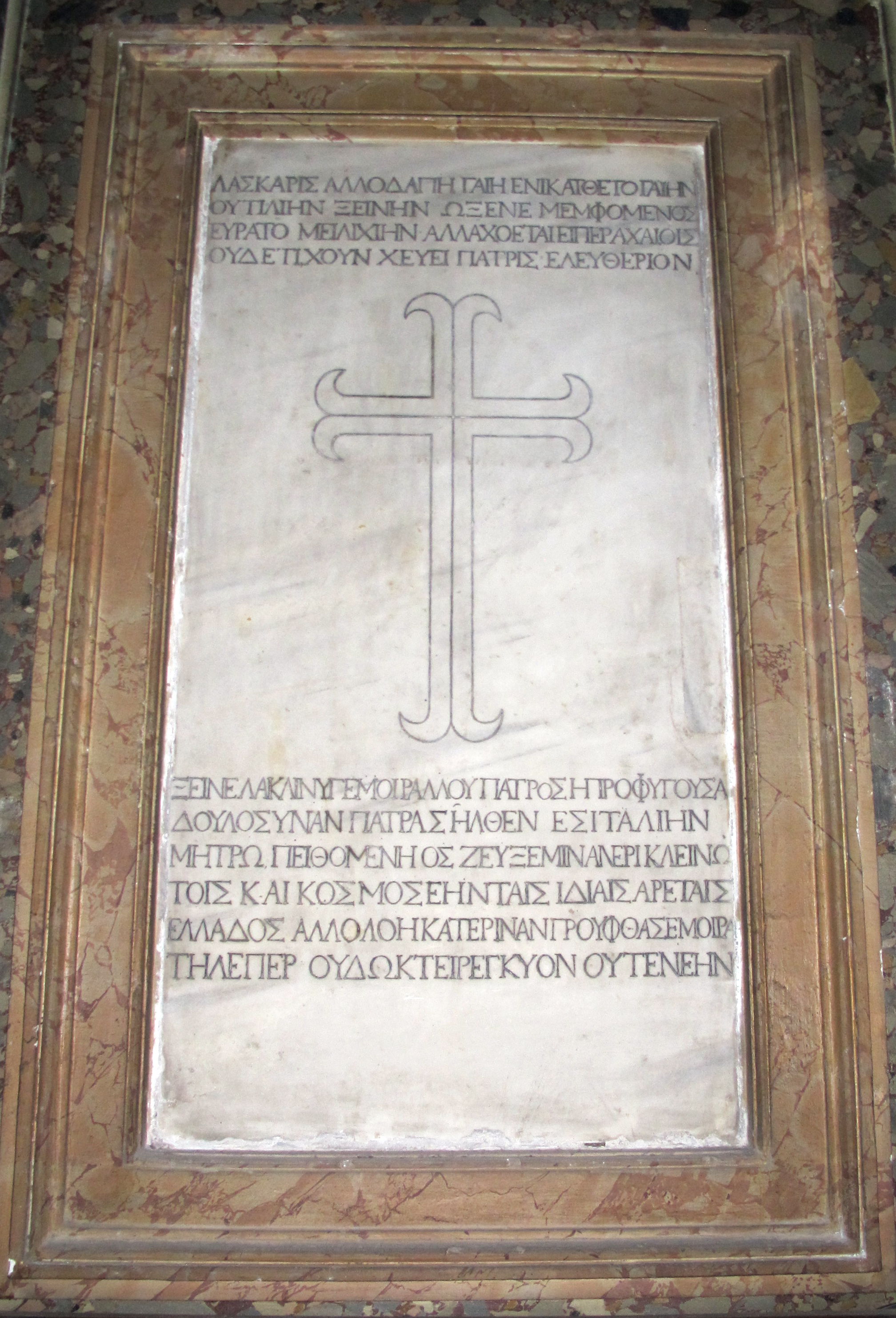
Iscrizione funebre in Sant'Agata dei Goti a Roma

Morì a Roma il 7 dicembre 1534.